# Vitpipa
Vitpipa (Henningsomyces candidus) är en svampart som först beskrevs av Christiaan Hendrik Persoon, och fick sitt nu gällande namn av Carl Ernst Otto Kuntze 1898. Enligt Catalogue of Life ingår Vitpipa i släktet Henningsomyces,  och familjen Marasmiaceae, men enligt Dyntaxa är tillhörigheten istället släktet Henningsomyces,  och familjen Porotheleaceae. Arten är reproducerande i Sverige. Inga underarter finns listade i Catalogue of Life.

## Källor

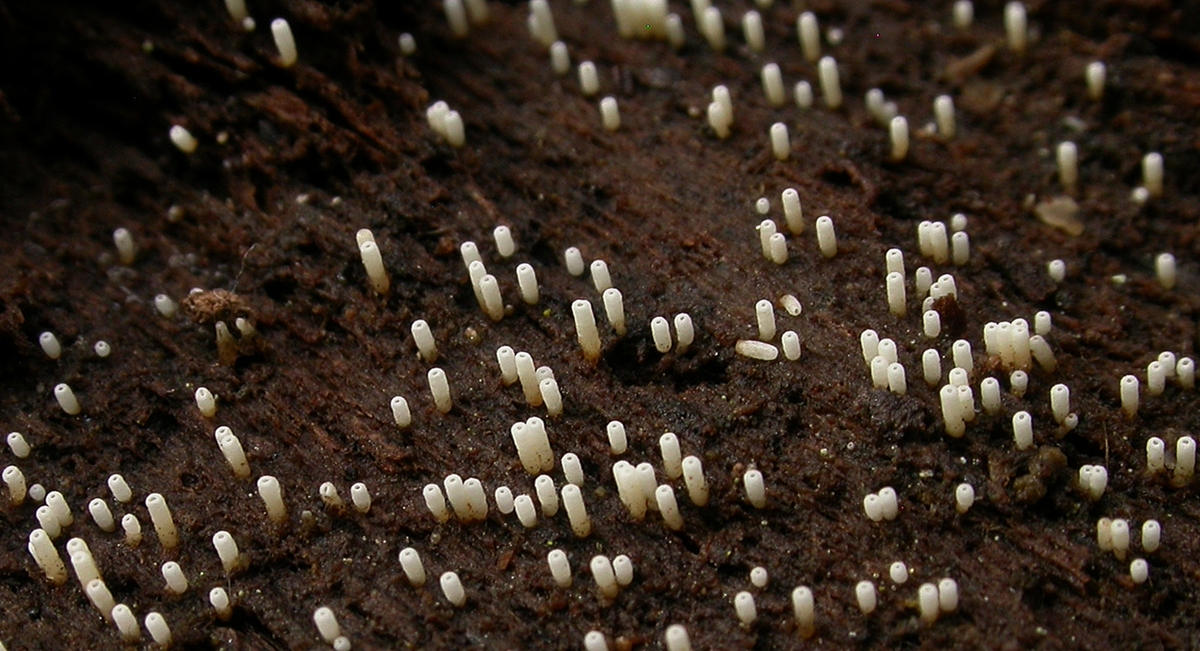